# Хауншелл, Блейк
Блейк Хауншелл (англ. Bernard Blakeman Hounshell, 4 сентября 1978 — 10 января 2023) — американский журналист и редактор, работавший в The New York Times, Politico и Foreign Policy. 
Выпускник Йельского университета, он стал финалистом премии Ливингстона 2011 года. В том же году журнал Time назвал его владельцем одного из лучших аккаунтов в Twitter.
Блейк покончил жизнь самоубийством в 2023 году после того, как страдал от клинической депрессии.

## Ранние годы и образование
Хауншелл родился под именем Бернард Блейкман Хауншелл в Калифорнии 4 сентября 1978 года и имел брата и сестру. Он вырос в Делавэре и Питтсбурге; окончил Йельский университет в 2002 году, изучая политологию.
После окончания университета Хауншелл переехал в Египет, чтобы учиться и изучать арабский язык.

## Карьера
В Каире Хауншелл работал в исследовательском центре по правам человека Ибн-Халдунского центра исследований в области развития, основанном Саадом Эддином Ибрагимом.
Хауншелл редактировал информационный бюллетень The New York Times On Politics после того, как начал работать с газетой в октябре 2021 года. Ранее он работал управляющим редактором в Politico, начав свою журналистскую карьеру в Foreign Policy в 2006 году. В Politico Хауншелл сыграл важную роль в запуске информационного бюллетеня по национальной безопасности NatSec Daily.
Под его руководством журнал Foreign Policy получил награду «Лучшее в Интернете» (англ. Best of the Web) от Media Industry Newsletter в 2008 году.
Журнал Time включил аккаунт Хауншелла в Twitter в список 140 лучших в 2011 году. В том же году его репортажи об «Арабской весне» сделали его финалистом премии Ливингстона для молодых журналистов.
Хауншелл был соредактором мемуаров Рикардо Лагоса 2012 года «Южный тигр: борьба Чили за демократическое и процветающее будущее».

## Личная жизнь и смерть
Хауншелл познакомился с музыкантом и консультантом Сэнди Чой во время работы в Каире; они переехали в Вашингтон в 2000-х годах, поженились и родили двоих детей. Он пережил инсульт в 2020 году.
Хауншелл покончил жизнь самоубийством 10 января 2023 года в возрасте 44 лет. Полиция обнаружила его тело возле моста Тафт. Семья Хауншелла опубликовала заявление о том, что он умер «после долгой и мужественной борьбы с депрессией».
После его смерти Джо Кан и Кэролин Райан из The New York Times написали, что Хауншелл «был преданным своему делу журналистом, который быстро проявил себя как ведущий автор нашего политического бюллетеня и талантливый наблюдатель за политической жизнью нашей страны».